# Canton de Châtillon-Coligny
Le canton de Châtillon-Coligny est une ancienne division administrative française du département du Loiret en région Centre-Val de Loire.
Le canton de Châtillon-Coligny est nommé, avant 1896, canton de Châtillon-sur-Loing, la commune chef-lieu ayant été renommée (références non connues).

## Composition
Le canton de Châtillon-Coligny, d'une superficie de 305 km2, est composé de douze communes.
| Nom                       | Code Insee | Intercommunalité                | Superficie (km2) | Population (dernière pop. légale) | Densité (hab./km2) |
| ------------------------- | ---------- | ------------------------------- | ---------------- | --------------------------------- | ------------------ |
| Aillant-sur-Milleron      | 45002      | CC Canaux et Forêts en Gâtinais | 26,93            | 398 (2014)                        | 15                 |
| La Chapelle-sur-Aveyron   | 45077      | CC Canaux et Forêts en Gâtinais | 19,03            | 674 (2014)                        | 35                 |
| Le Charme                 | 45079      | CC Canaux et Forêts en Gâtinais | 13,82            | 147 (2014)                        | 11                 |
| Châtillon-Coligny         | 45085      | CC Canaux et Forêts en Gâtinais | 25,53            | 1 923 (2014)                      | 75                 |
| Cortrat                   | 45105      | CC Canaux et Forêts en Gâtinais | 11,03            | 87 (2014)                         | 7,9                |
| Dammarie-sur-Loing        | 45121      | CC Canaux et Forêts en Gâtinais | 20,94            | 505 (2014)                        | 24                 |
| Montbouy                  | 45210      | CC Canaux et Forêts en Gâtinais | 26,73            | 746 (2014)                        | 28                 |
| Montcresson               | 45212      | CC Canaux et Forêts en Gâtinais | 21,00            | 1 293 (2014)                      | 62                 |
| Nogent-sur-Vernisson      | 45229      | CC Canaux et Forêts en Gâtinais | 33,27            | 2 559 (2014)                      | 77                 |
| Pressigny-les-Pins        | 45257      | CC Canaux et Forêts en Gâtinais | 11,91            | 498 (2014)                        | 42                 |
| Sainte-Geneviève-des-Bois | 45278      | CC Canaux et Forêts en Gâtinais | 40,74            | 1 094 (2014)                      | 27                 |
| Saint-Maurice-sur-Aveyron | 45292      | CC Canaux et Forêts en Gâtinais | 53,76            | 857 (2014)                        | 16                 |

## Représentation

### Conseillers d'arrondissement de 1833 à 1940
Le canton de Châtillon-Coligny avait deux conseillers d'arrondissement.
| Période                                  | Période          | Identité                         | Étiquette | Qualité |
| ---------------------------------------- | ---------------- | -------------------------------- | --------- | --- |
| 1833                                     | 1839             | Auguste Joachim Riot (1796-1843) |           | Propriétaire à Montcresson                                                                                  |
| 1839                                     | 1852             | Marie Étienne Gravot             |           | Médecin, adjoint au maire de Châtillon-sur-Loing                                                            |
|                                          |                  |                                  |           | |
| av.1885                                  | 1902 (démission) | Théodore Salmon                  |           | Propriétaire à Saint-Maurice-sur-Aveyron                                                                    |
|                                          |                  |                                  |           | |
| 1919                                     |                  | M. Bézard                        | Rad.      | |
| 1919                                     | 1939 (démission) | Élie Lefèvre                     | Rad.      | Médecin, maire de Châtillon-Coligny (1929-1939)                                                             |
|                                          | 1939 (décès)     | Eugène Viot (1870-1939)          | Rad.      | Vétérinaire à Châtillon-Coligny                                                                             |
| Avril 1939                               | 1940             | Léon Tellier                     |           | Adjoint au maire de Châtillon-Coligny                                                                       |
| Avril 1939                               | 1940             | Ernest Cury                      |           | Maire de Nogent-sur-Vernisson                                                                               |
| 1940                                     |                  |                                  |           | Les conseils d'arrondissement ont été suspendus par la loi du 12 octobre 1940 et n'ont jamais été réactivés |
| Les données manquantes sont à compléter. |                  |                                  |           | |

### Conseillers généraux de 1833 à 2015
| Période          | Période          | Identité                                     | Étiquette            | Qualité |
| ---------------- | ---------------- | -------------------------------------------- | -------------------- | --- |
| 10 novembre 1833 | 1847 (décès)     | Dominique Grenet                             | Royaliste            | Commerçant (marchand de vin) Propriétaire du château des Bézards Maire de Sainte-Geneviève-des-Bois                                                                                             |
| 4 juillet 1847   | 1870             | Antoine César Becquerel                      |                      | Officier, propriétaire à Châtillon-sur-Loing Professeur de physique au Muséum national d'histoire naturelle de Paris Membre de l'Institut (Académie des sciences, section de Physique générale) |
| 12 juin 1870     | 1874 (démission) | Baron Louis Seligmann d'Eichthal (1837-1912) | Républicain          | Propriétaire, ancien inspecteur des forêts de la couronne Maire de Sainte-Geneviève-des-Bois |
| 10 mai 1874      | 1877             | Louis Boyenval                               | Droite               | Propriétaire à Sainte-Geneviève-des-Bois |
| 4 novembre 1877  | 1907             | Louis d'Eichthal                             | Républicain          | Propriétaire Maire de Sainte-Geneviève-des-Bois |
| 28 juillet 1907  | 1919             | Léopold Villois                              | Radical              | Cultivateur Maire de Montbouy |
| 1919             | 1940             | Charles Lavie (1871-1950)                    | Radical              | Fabricant de machines agricoles Maire de Pressigny-les-Pins Membre de la Commission administrative départementale (1941-1943) Nommé conseiller départemental en 1943                            |
|                  |                  | Seconde Guerre mondiale                      |                      | |
| 1945             | 1951             | Maurice Lavie (1900-1958, fils de Ch.Lavie)  | Radical              | Fabricant de machines agricoles Maire de Pressigny-les-Pins |
| 1951             | 1965 (décès)     | Maurice Charpentier                          | RI                   | Médecin Maire de Saint-Maurice-sur-Aveyron Sénateur du Loiret (1955-1965) Président du conseil général du Loiret (1956-1958)                                                                    |
| 1965             | 2008             | Comte Hubert Frémy (1927-2014)               | SE puis DVD puis UDF | Céréalier Propriétaire du château de Bennes Maire de Montbouy |
| 2008             | 2015             | Alain Grandpierre                            | UMP                  | Retraité Maire de La Chapelle-sur-Aveyron Président de la communauté de communes de Châtillon-Coligny Elu en 2015 dans le Canton de Lorris                                                      |

### Résultats électoraux détaillés
- Élections cantonales de 2001 : Hubert Frémy (UDF) est élu au 2e tour avec 36,02 % des suffrages exprimés, devant Gérard de Bellescize (CPNT) (35,28 %) et Éric Delfieu (RPR) (28,7 %). Le taux de participation est de 59,00 % (4 243 votants sur 7 191 inscrits)[7].
- Élections cantonales de 2008 : Alain Grandpierre (UMP) est élu au 2e tour avec 53,88 % des suffrages exprimés, devant Rieuc Nicolas (Divers droite) (46,12 %). Le taux de participation est de 61,24 % (4 782 votants sur 7 808 inscrits)[7].

## Démographie

### Évolution démographique
En 2012, le canton comptait 10 790 habitants.
| 1962  | 1968  | 1975  | 1982  | 1990  | 1999  | 2006   | 2011   | 2012   |
| ----- | ----- | ----- | ----- | ----- | ----- | ------ | ------ | ------ |
| 8 207 | 8 202 | 8 254 | 9 096 | 9 381 | 9 904 | 10 328 | 10 807 | 10 790 |

### Âge de la population
La pyramide des âges, à savoir la répartition par sexe et âge de la population, du canton de Châtillon-Coligny en 2009 ainsi que, comparativement, celle du département du Loiret la même année sont représentées avec les graphiques ci-dessous.
La population du canton comporte 49,4 % d'hommes et 50,6 % de femmes. Elle présente en 2009 une structure par grands groupes d'âge légèrement plus âgée que celle de la France métropolitaine. 
Il existe en effet 84 jeunes de moins de 20 ans pour cent personnes de plus de 60 ans, alors que pour la France l'indice de jeunesse, qui est égal à la division de la part des moins de 20 ans par la part des plus de 60 ans, est de 1,06. L'indice de jeunesse du canton est également inférieur à celui  du département (1,1) et à celui de la région (0,95).
| Hommes | Classe d’âge | Femmes |
| ------ | ------------ | ------ |
| 0,5    | 90 ans ou +  | 1,2    |
| 8,9    | 75 à 89 ans  | 12,1   |
| 16,6   | 60 à 74 ans  | 17,8   |
| 20,9   | 45 à 59 ans  | 19,5   |
| 18,9   | 30 à 44 ans  | 18,2   |
| 15,3   | 15 à 29 ans  | 13,2   |
| 18,9   | 0 à 14 ans   | 18,1   |

| Hommes | Classe d’âge | Femmes |
| ------ | ------------ | ------ |
| 0,4    | 90 ans ou +  | 1,1    |
| 6,6    | 75 à 89 ans  | 9,5    |
| 13,4   | 60 à 74 ans  | 13,9   |
| 20,1   | 45 à 59 ans  | 20,0   |
| 20,3   | 30 à 44 ans  | 19,5   |
| 19,3   | 15 à 29 ans  | 17,7   |
| 19,9   | 0 à 14 ans   | 18,2   |

## Statistiques
|    | Labours | Labours | Prés | Prés | Vignes | Vignes | Bois | Bois | Divers | Divers | Total |
| -- | ------- | ------- | ---- | ---- | ------ | ------ | ---- | ---- | ------ | ------ | ----- |
| ha | %       | ha      | %    | ha   | %      | ha     | %    | ha   | %      | ha     |       |
|    |         |         |      |      |        |        |      |      |        |        |       |